# 上伊那図書館
上伊那図書館（かみいなとしょかん）は、長野県伊那市にあった財団法人立の公共図書館。建物としては旧上伊那図書館（きゅうかみいなとしょかん）とも呼ばれる。
1930年（昭和5年）に開館し、財団法人上伊那図書館が運営していた。公立図書館がない伊那市において唯一の公共図書館だった。1994年（平成6年）に伊那市立図書館が開館すると利用者数が激減したため、2003年（平成15年）に閉館して建物は伊那市に移管された。2008年（平成20年）8月27日に伊那市指定有形文化財に指定され、2010年（平成22年）に生涯学習施設・博物館類似施設の機能を持つ伊那市創造館（いなしそうぞうかん）として再開館した。

## 歴史

### 開館
1921年（大正10年）には上伊那教育会が図書館の建設を訴え、会員が設立基金の積み立てを開始した。一方で製糸家の武井覚太郎（現・辰野町出身）は欧米を視察する中で図書館の重要性を認識し、十数万円を投じて上伊那図書館を建設した上で、建物と設備一式を上伊那教育会に寄贈した。武井は片倉製糸の常務や上伊那銀行（現・八十二銀行）の頭取を務めたほか、長野県上伊那郡組合立伊北農蚕学校（現・長野県辰野高等学校）の設置に尽力し、上伊那郡伊那富村（現・辰野町）の村長、長野県議会議員、貴族院議員として政界でも活躍している。建物の玄関脇には武井の胸像が建っている。
1929年（昭和4年）9月に起工され、1930年（昭和5年）12月に上伊那図書館が竣工。12月7日に落成式と開館式を行い、12月18日に一般縦覧を開始した。長野県内では前年に開館していた県立長野図書館に次ぐ規模の立派な図書館であり、開館当日の信濃毎日新聞は「壮麗完備天下に誇る」と書いている。県立図書館の開館、上伊那郡内への県立3中学校（上伊那農業学校、伊那中学校、伊那高等女学校）の開校、『上伊那郡誌』の出版が図書館建設の機縁になったとされる。上伊那図書館は開館から約70年間にわたって上伊那地方の教育・文化の中心であり続けた。

### 戦前の歴史
上伊那郡の各市町村からの補助金で賄われる財団法人上伊那図書館が図書館の運営を担った。1931年（昭和6年）には児童閲覧室を設置し、武井覚太郎の銅像が建てられている。太平洋戦争中の上伊那図書館は一橋大学図書館や、名古屋市蓬左文庫の図書や徳川美術館の美術品などの疎開先となった。戦後には進駐軍に接収されており、本棚にはアメリカ兵が残したサインが見られる。戦後の長野県は1949年まで占領軍の指令下に置かれたため、軍国主義的図書を閲覧禁止とする措置などが採られた。

### 戦後の歴史
| 上伊那図書館の蔵書点数 | 上伊那図書館の蔵書点数 | 上伊那図書館の蔵書点数 | 上伊那図書館の蔵書点数 | 上伊那図書館の蔵書点数 |
| ---------------------- | ---------------------- | ---------------------- | ---------------------- | ---------------------- |
| 年度                   |                        |                        |                        | 点数                   |
| 1976                   | 1976                   |                        | 42,499                 | 42,499                 |
| 1980                   | 1980                   |                        | 44,719                 | 44,719                 |
| 1985                   | 1985                   |                        | 52,358                 | 52,358                 |
| 1990                   | 1990                   |                        | 60,351                 | 60,351                 |
| 1995                   | 1995                   |                        | 71,298                 | 71,298                 |
| 2000                   | 2000                   |                        | 79,008                 | 79,008                 |

1950年には図書館法が施行され、青年団図書館や私立図書館の多くは自治体の公民館図書部に吸収されたが、上伊那図書館は県下15館の法定図書館のうちわずか2館の私立図書館のひとつとして残った。1960年時点の上伊那図書館の蔵書数は25,829冊である。『昭和54年度長野県公共図書館概況』によると、1979年の長野県には32館の法定図書館があったが、うち31館は市町村立図書館であり、上伊那図書館は長野県にただ一つ残る財団立図書館だった。
1949年には上伊那PTA母親文庫が活動を開始し、上伊那図書館を拠点として女性に対する配本活動を行った。最盛期には1,000人を超える会員が在籍。その後上伊那郡各地に公共図書館が設立され、さらに身近に書店が開店するなどした結果、2003年度の参加校は10校・会員数は250人と、往時に比べて激減している。

### 公立図書館の開館
昭和末期には公立図書館である伊那市立図書館の建設計画が本格的に浮上し、上伊那図書館は敷地所有権の問題などに揺れた。伊那市が1989年に策定した伊那市立図書館建設基本計画では、上伊那図書館の用地が建設地の有力候補に挙げられ、上伊那図書館は用地を無償で貸与する意向を示していたが、敷地面積確保や文化財保護の観点から上伊那図書館の用地は困難となり、結局は伊那市営中央駐車場の一角を建設地としている。
上伊那郡の各市町村に相次いで公立図書館が建設されると、上伊那図書館はその役目を収束させていった。建物の老朽化も閉館の一因である。2003年（平成15年）3月31日で閲覧・貸出を停止し、以後の1年間に蔵書整理を行った後、2004年（平成16年）3月31日に完全閉館となった。閉館までに約81,000冊の図書を購入しており、この中には伊沢修二に関する貴重な資料も含まれる。他地域の公共図書館では図書をコンピュータで管理するオンライン蔵書目録(OPAC)方式が主流となっていたが、上伊那図書館では閉館時まで手書きの図書目録カードで図書の管理を行った。

### 閉館後
閉館後の2004年には管理が伊那市に移管された。貴重書は伊那市に移管され、その他の資料は上伊那郡の各公共図書館・公立小中学校・福祉施設に配布された。上伊那図書館1階に置かれていた上伊那教育会の事務所は、JR飯田線伊那市駅前の再開発ビル「いなっせ」の4階に移転している。2008年8月27日には伊那市指定有形文化財となった。
伊那市は合併特例債やまちづくり交付金を活用し、9億6000万円を投じて本館の耐震化、エレベーターの設置によるバリアフリー化、収蔵庫の新設を行った。地下1階・地上1階の収蔵庫棟が併設され、約2万点の貴重な資料や文化財は収蔵庫に保管される。2010年4月16日に竣工式が行われ、5月24日に生涯学習施設・博物館類似施設の機能を持つ伊那市創造館が開館した。

## 建物
大正末期から昭和初期の様式がみられる近代建築であり、上伊那地方に現存するもっとも古い鉄筋コンクリート建築物、上伊那地域唯一の昭和初期の建造物、伊那市唯一の洋館である。
鉄筋コンクリート造3階建（一部4階建）であり、建物高は17.27m。延床面積は1階から3階までが340.692m2などであり、建物全体で1,356m2だった。階段の手すりには大理石が使用され、外壁には高遠焼のスクラッチタイルが使用されている。建物の四隅には曲面が配され、専用のタイルが貼られている。ファサードの2階部分と3階部分を貫いているガラス張りの出窓も含めて、外観には黒田の嗜好が反映されているが、森山の東京歯科医学専門学校（東京・水道橋）との共通点も指摘されている。スチーム暖房を備えていた。
「長野県鉄筋コンクリート建築の開祖」黒田好造が設計を担当したとされていたが、2010年には東京都内で森山松之助が描いた図面が発見され、森山が基本設計を行っていたことが判明した。森山は台湾総督府の実施設計などを担当しており、長野県内では上諏訪温泉の片倉館を担当している。一方の黒田は長野市の六十三銀行（現・八十二銀行）、上諏訪町役場、飯田市の飯田市立追手町小学校などを担当しているが、2007年時点で現存するのは飯田市立追手町小学校校舎と上伊那図書館のみである。製糸業の実業家である武井覚太郎が建築資金を提供した。施工は岡谷組。

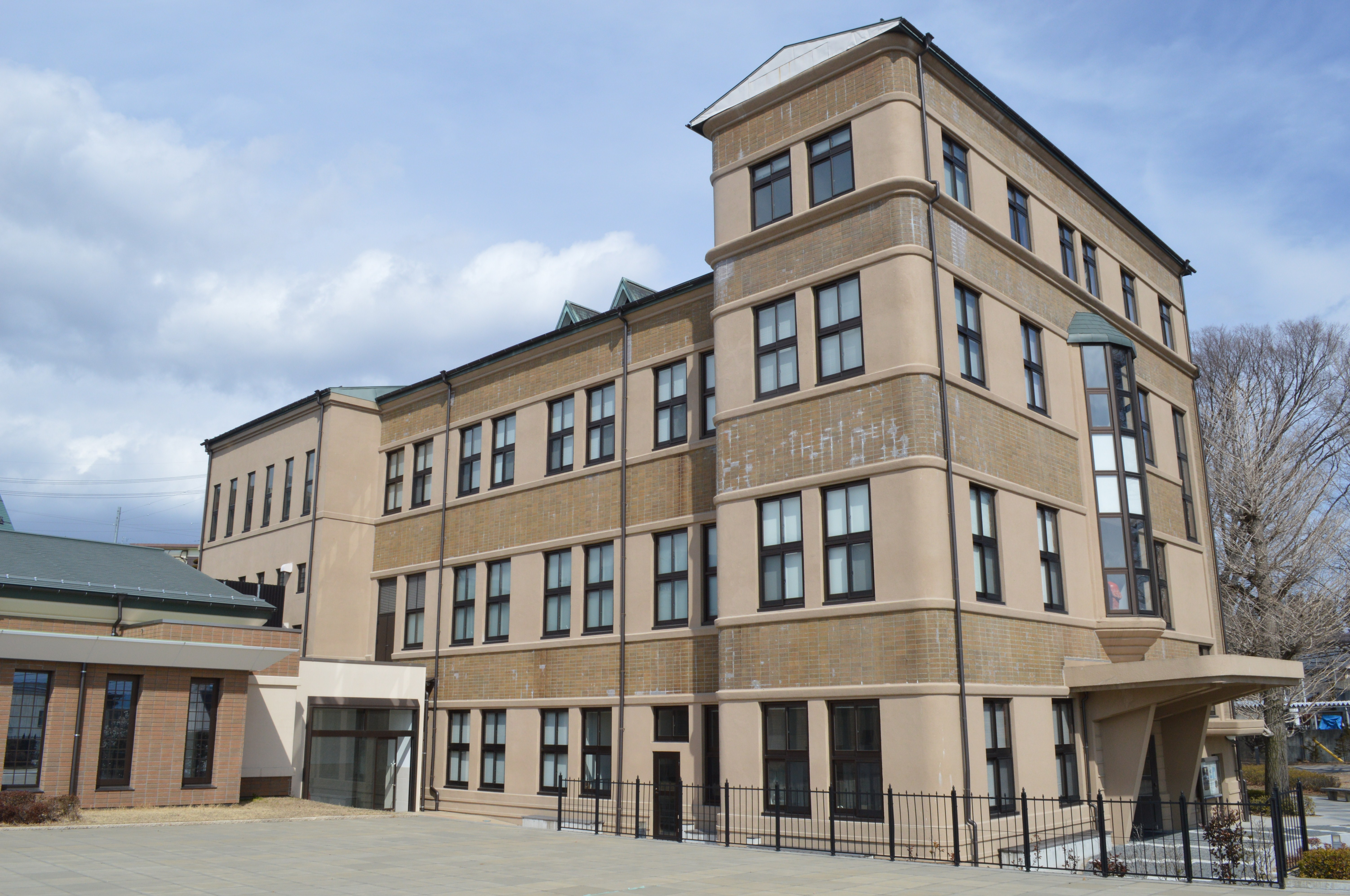
建物側面
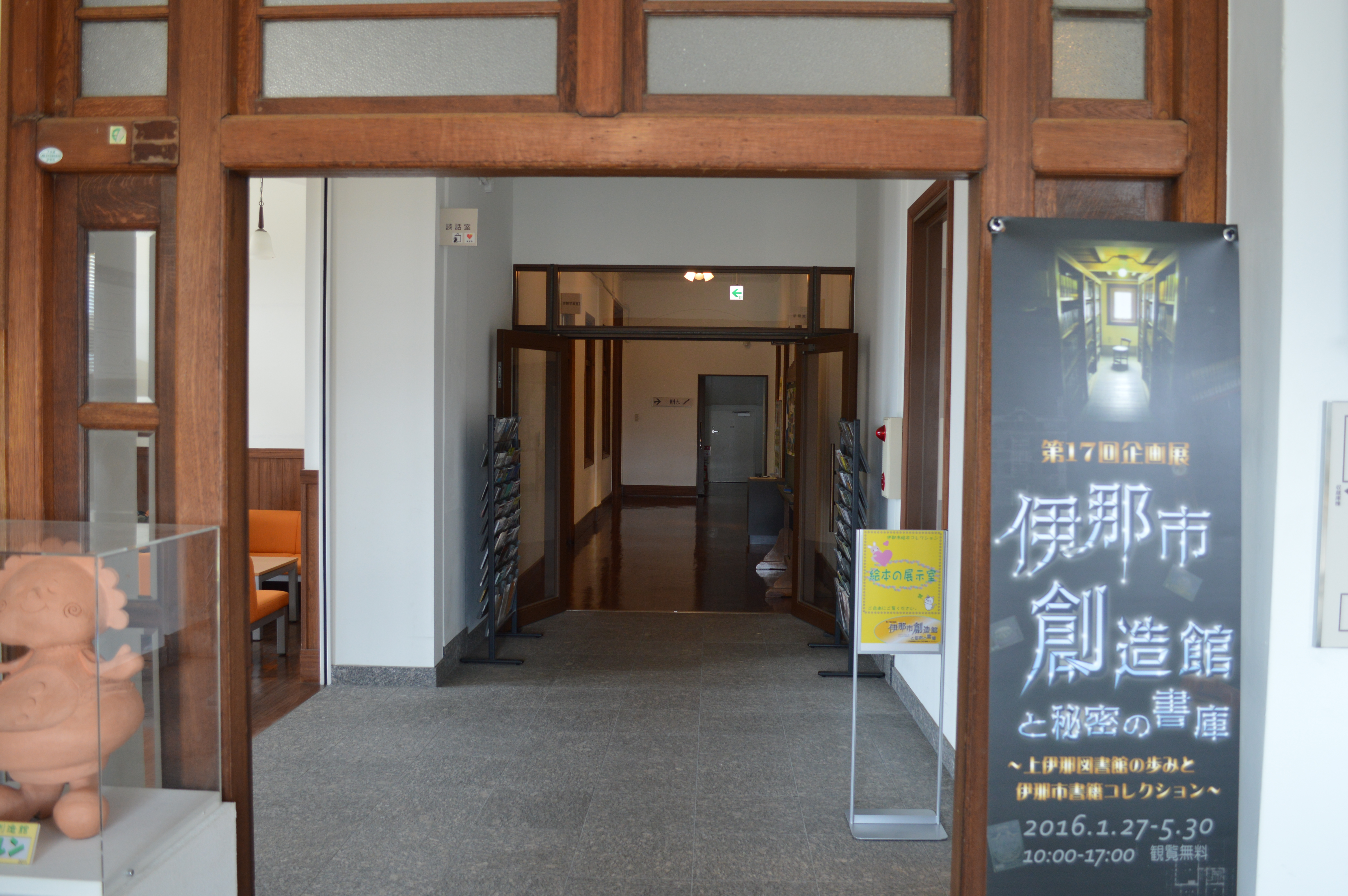
建物内部
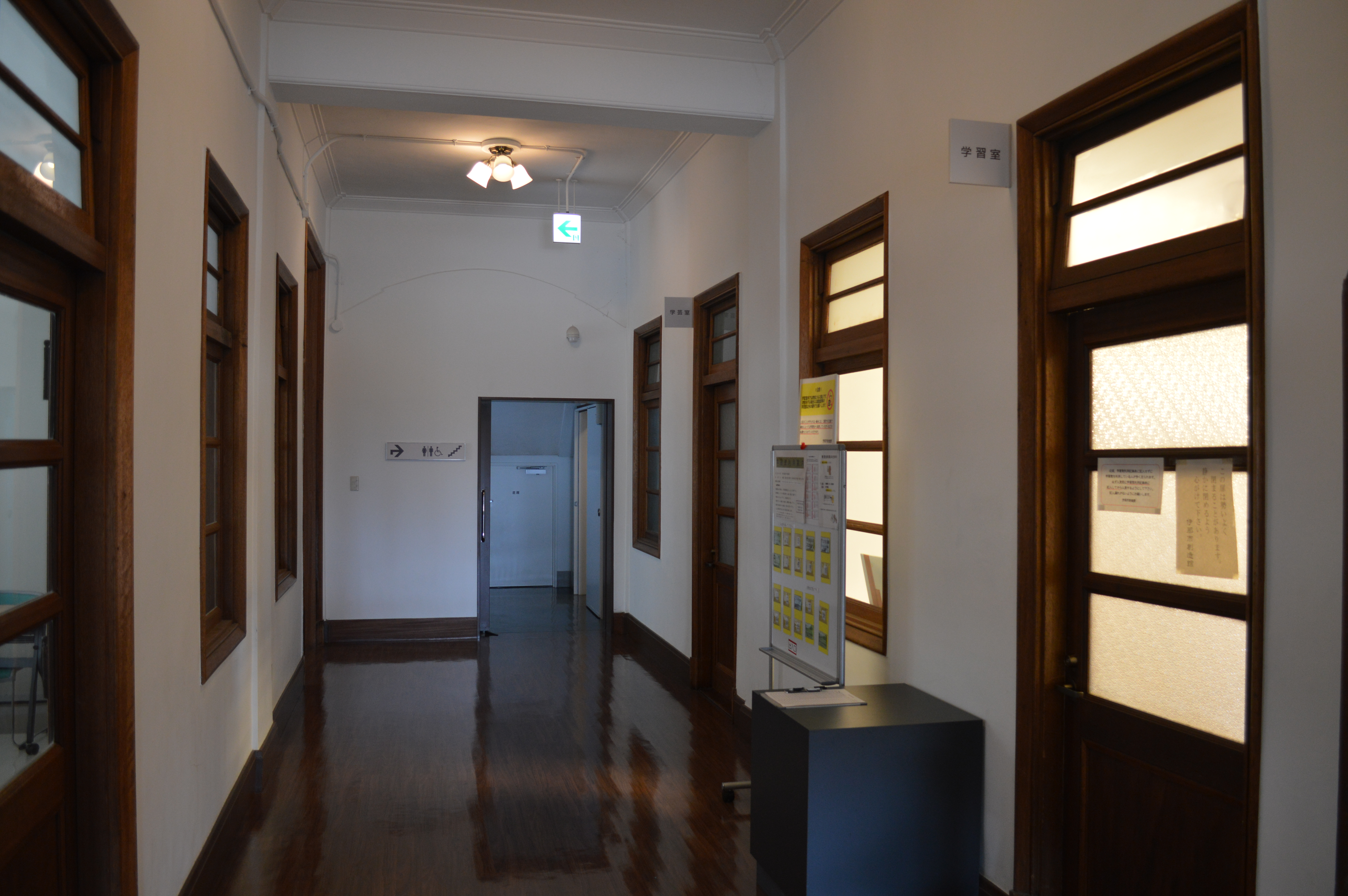
建物内部
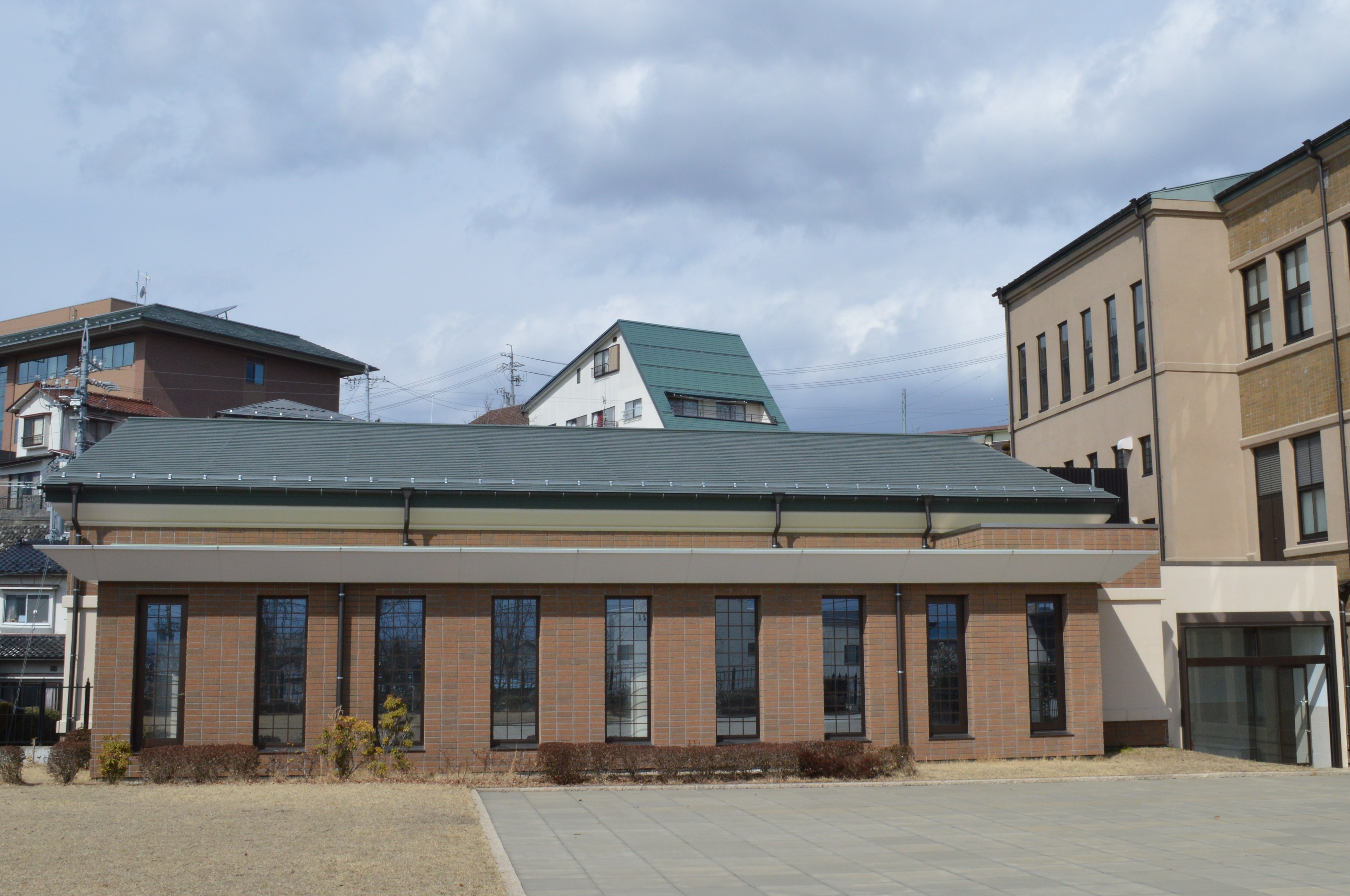
伊那市創造館開館時に新設された収蔵庫
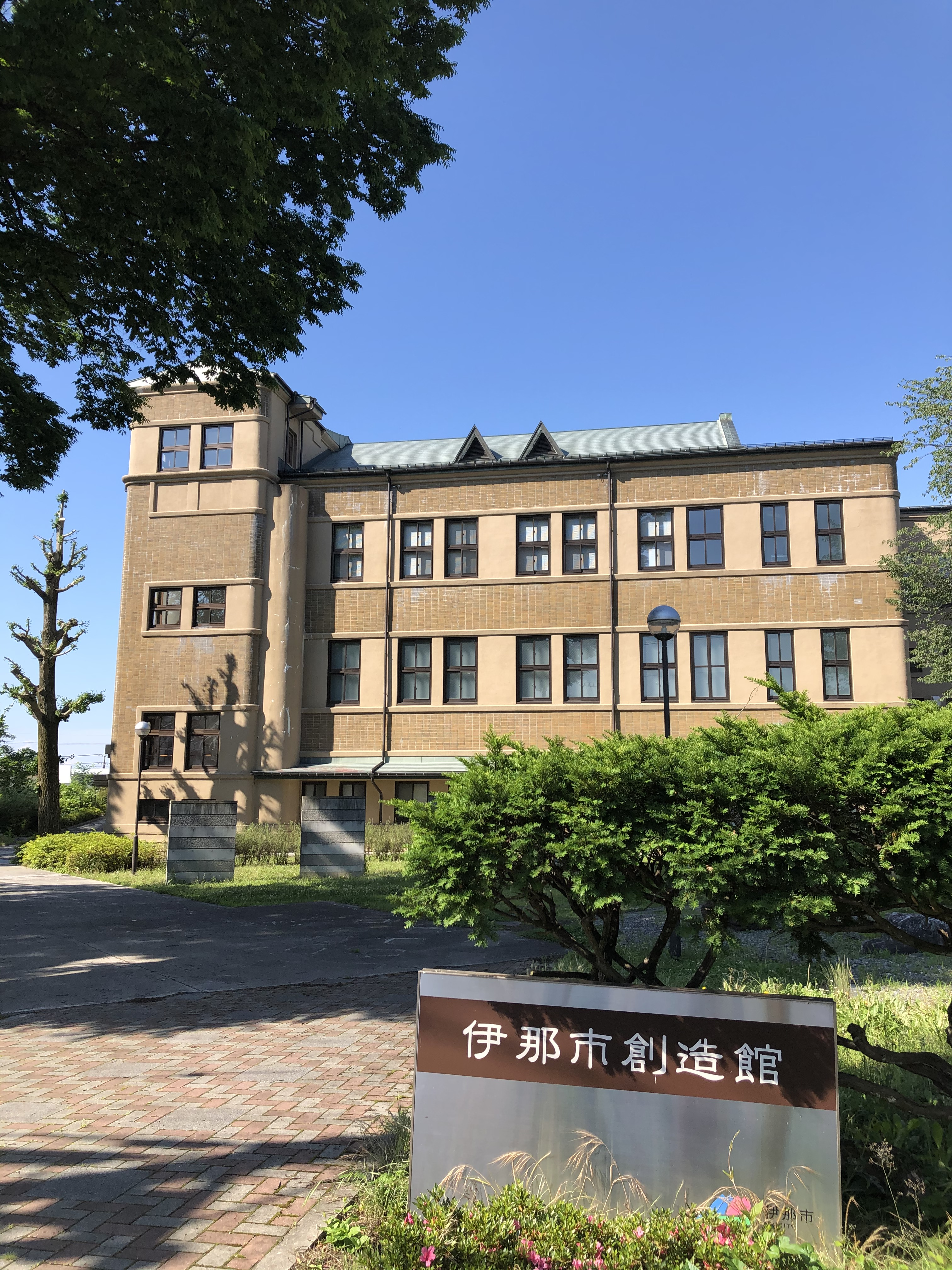
敷地北側入口

## 文献
- 伊藤, 弘子『としょかんができた 伊那市における図書館運動のあゆみ』伊那図書館を考える会、1994年。
- 上伊那図書館『財団法人上伊那図書館三十年史』上伊那図書館、1960年。
- 上伊那教育編集委員会『上伊那図書館創立五十周年記念誌』上伊那図書館、1980年。
- 上伊那図書館閉館記念誌、上伊那教育編集委員会『上伊那図書館閉館記念誌』上伊那図書館、2003年。
- 上條, 宏之（監修）『信州の近代遺産』しなのき書房、2006年。
- 近藤, 廉治『図書館建設への私たちの提言 伊那市立図書館建設に生かしていただきたいこと』伊那図書館を考える会、1992年。
- 長野県図書館協会『長野県図書館協会四十年史』長野県図書館協会、1991年。
- 日本図書館協会『近代日本図書館の歩み 地方編』日本図書館協会、1992年。
- 丸山, 信『長野県の図書館』三一書房〈県別図書館案内シリーズ〉、1998年。